# Chá com hortelã

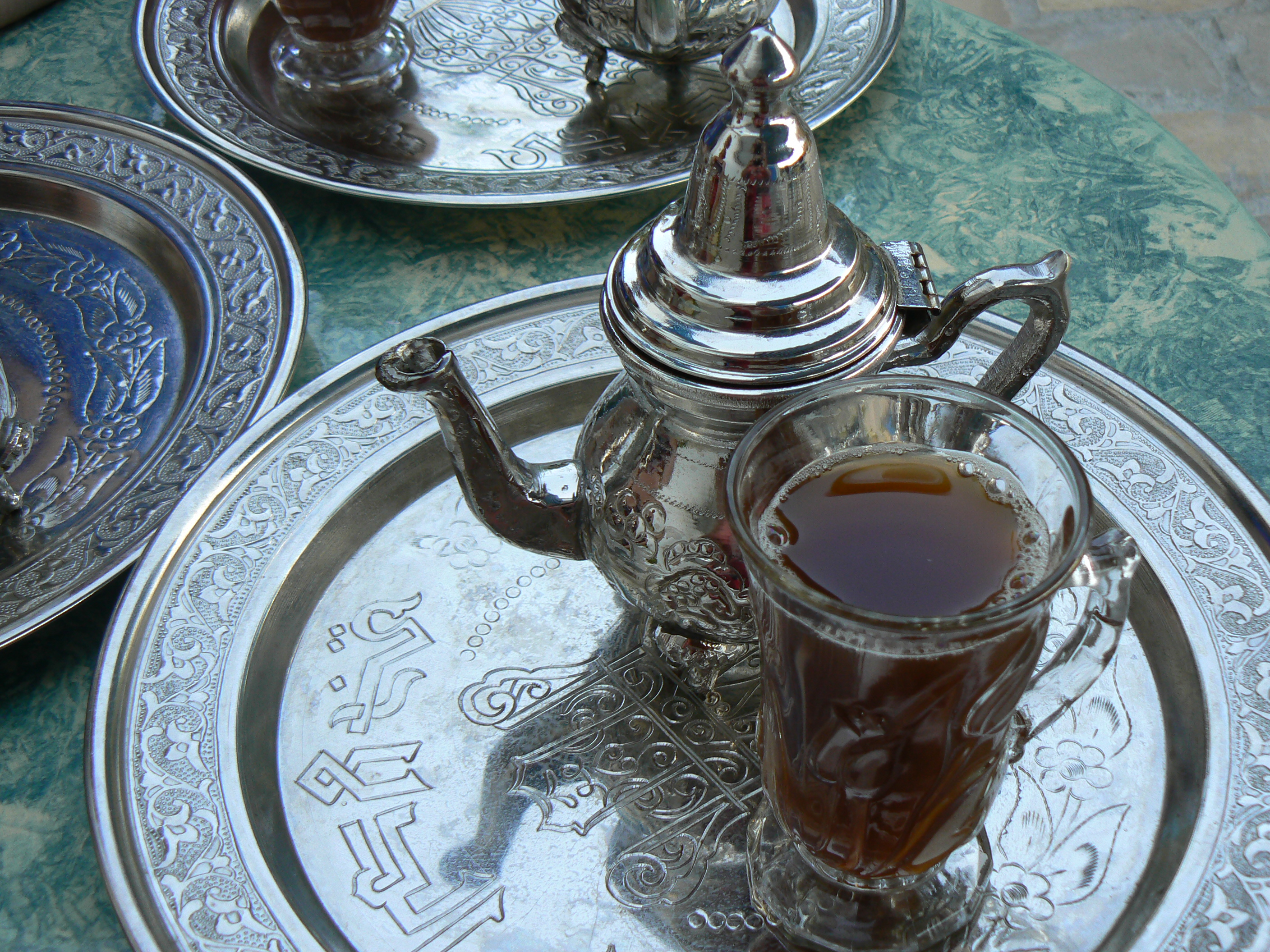
Bule e chávena de chá com hortelã na Tunísia

O chá com hortelã é uma tisana preparada com folhas de chá e de hortelã-verde (Mentha spicata), muito popular no Magrebe, especialmente em Marrocos, Argélia e Tunísia, e também em outras partes do noroeste de África, que tem um papel fulcral na vida social daquelas regiões. É conhecido nos dialetos árabes e berberes locais como atāy (em árabe: أتاي; em tifinague: ⴰⵜⴰⵢ), latāy (لأتاي) ou tāy (تاي) e como chāï bil n'anā (شاي بالنعناع) em árabe padrão moderno. Em francês, língua oficial e comum naquela parte do mundo, é conhecido como thé à la menthe e em Espanha é chamado té con hierbabuena, (ao passo que o chá de hortelã-pimenta é chamado té de menta) ou, por vezes, té moruno ("chá mouro").

## Descrição e preparação

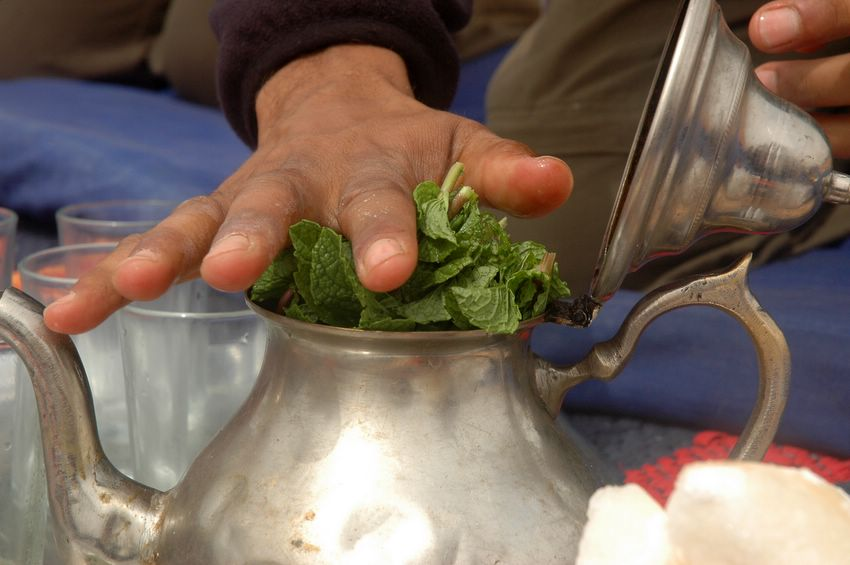
Preparação de chá com hortelã

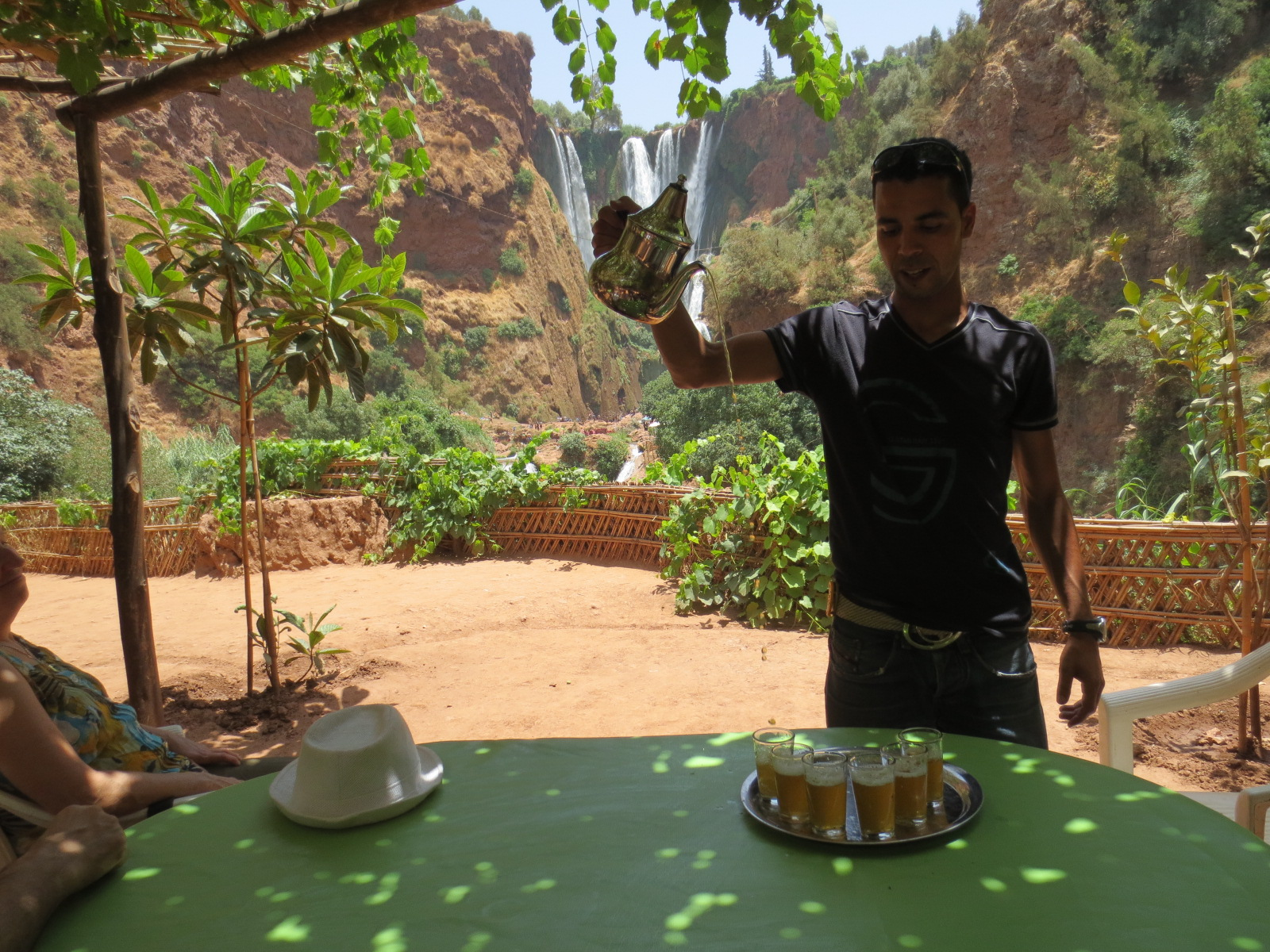
Modo tradicional de enchimento dos copos de chá de hortelã, nas cascatas de Ouzoud, no centro de Marrocos

O atāy é preparado com uma mistura de folhas de chá verde do tipo gunpowder, folhas de hortelã-verde, geralmente do tipo nana (ou nanah) e muito açúcar. A hortelã tanto pode ser fresca como seca. Principalmente no inverno, quando a hortelã escasseia, por vezes usam-se folhas de absinto (chiba ou ch'hiba em dialeto magrebino) em vez dela, o que dá um forte sabor amargo. Em Espanha e no sul de França também é preparada uma tisana deste tipo, mas geralmente é bebida fria, enquanto que no Magrebe é bebida muito quente.
Existem várias formas de se preparar o atāy, variando a quantidade de chá verde e de hortelã. Pode ser encontrado em versões de mistura, prontas, porém com o sabor bastante menos pronunciado. O sabor do chá também varia conforme as regiões, mas regra geral, o chá de hortelã do sul de Marrocos é mais forte do que os demais. Em algumas regiões adiciona-se pinhões, salva, verbena, mel, canela, etc.
É usual ser servido cerimoniosamente, principalmente quando é preparado para receber convidados. O ato de beber chá é de certa forma equivalente em termos sociais ao de beber bebidas alcoólicas nos países do norte do Mediterrâneo. O convite para beber chá faz parte das regras de hospitalidade e é algo que não se pode recusar. Enquanto cozinhar é função exclusiva das mulheres, os homens também podem preparar o chá de hortelã. Quando recebe convidados em sua casa, o chefe da família prepara e serve o chá, geralmente pelo menos três copos a cada um.

O primeiro copo é doce como a vida. O segundo é forte como o amor, O terceiro é amargo como a morte.

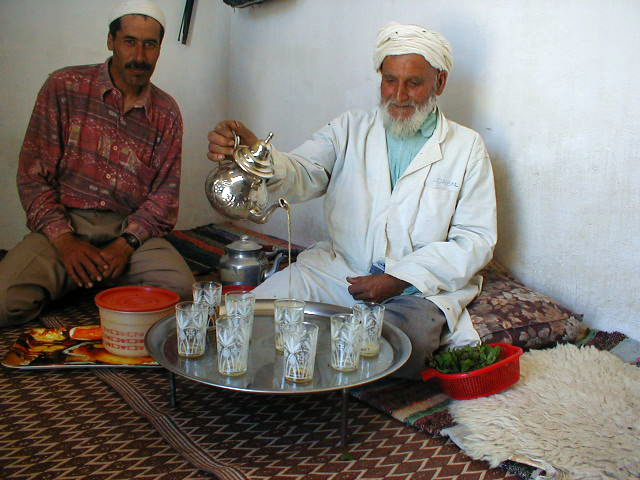
Um anfitrião marroquino servindo chá aos seus convidados

A confeção é complexa e demorada. O chá é posto num bule que se enche de água a ferver, deixando-se em infusão por 20 a 30 segundos. Esse líquido, dito o "espírito do chá" é separado para ser depois adicionado ao preparado final. As folhas do bule são enxaguadas com uma pequena quantidade de água a ferver que é deitada fora depois de passar um minuto (a fim de diminuir o sabor amargo do chá) . Este processo pode ser repetido mais do que uma vez, após o que se adiciona hortelã, açúcar e água a ferver e se leva o bule ao fogo  fim de que a ebulição aumente o sabor da infusão. Após 3 a 5 minutos um copo é servido e recolocado no bule por 3 vezes, a fim de misturar o chá. Prova-se o chá (aqui pode ser acrescentado mais açúcar) até que a infusão esteja pronta. O chá é despejado em  copos, geralmente com o bule bastante alto e distante dos copos, a fim de produzir uma fina coroa de espuma. A presença de espuma é considerada um sinal de que a infusão foi bem feita; de facto, a oxigenação produzida pelo modo como o chá é servido resulta na intensificação do sabor. Ao copo são adicionadas folhas de hortelã, que ficam na superfície e aumentam o sabor do chá. A mistura de chá e hortelã continua no bule enquanto os primeiras das tradicionais três rodadas são bebidas, o que origina que o sabor do chá é diferente conforme as rodadas: a primeira é mais suave, a segunda é equilibrada e a terceira é adstringente e amarga.

## História
Não obstante ter-se tornado um elemento central na vida social do Magrebe, o chá de hortelã é relativamente recente historicamente. Supostamente, o hábito terá tido origem nos esforços dos britânicos no século XIX para encontrar novos mercados para o chá cuja produção tinham desenvolvido no seu império. Durante a década de 1850, quando decorria a Guerra da Crimeia, um negociante de chá britânico, incapaz de vender o seu chá gunpowder no mar Báltico, resolveu tentar Marrocos como mercado de destino alternativo, no que teve muito sucesso, pois os marroquinos gostaram muito das folhas muito aromáticas daquele chá, especialmente quando juntas com hortelã.